# Blang Pala (Peusangan Selatan)
Blang Pala is een bestuurslaag in het regentschap Bireuen van de provincie Atjeh, Indonesië. Blang Pala telt 156 inwoners (volkstelling 2010).